# 禁猟区 (エンジェルのエピソード)
「禁猟区」（原題：Sanctuary）は、テレビドラマ『エンジェル』の第1シーズン第19話のエピソード。『バフィー 〜恋する十字架〜』の「お前は誰だ?」とクロスオーバーしている作品である。

## 概要
- このエピソードでエンジェルはバフィーに新しい恋人がいることを知る。
- ゲストのサラ・ミシェル・ゲラーはこのエピソードを最後に、『エンジェル』シリーズを降板する。

## ストーリー
フェイスを保護したエンジェルは彼女を自室にとめる。ライラからの報告でフェイスの裏切りを知ったリンジーは、殺し屋フォー・アイズをエンジェルが住んでいるビルに差し向ける。突然現れた殺し屋に怯えるフェイスを、エンジェルは優しく抱きしめるが、彼を訪ねてきたバフィーにこの場面を見られてしまい、バフィーは怒りをあらわにエンジェルを殴りつける。サニーデールからフェイスを追ってきたカウンシルの殺し屋コリンズ（アラスター・ダンカン）は、カウンシルへの復帰を餌にウェスリーを抱き込もうとする。フェイスの暗殺が失敗したことを知ったリンジーは警察に出向き、応対したケイト（エリザベス・ローム）にエンジェルが逃亡中の殺人犯フェイスをかくまっていることを知らせる。そのころ、ウェスリーはエンジェルにコリンズたちが到着していることを知らせ、フェイスはビルの最上階に逃げる。しかし、そこにはコリンズと彼の仲間であるウェザビー（ジェフ・リケッツ）らカウンシルの殺し屋たちが待ち伏せていた。

## キャスト

### レギュラー
- デヴィッド・ボレアナズ（エンジェル
- カリスマ・カーペンター（コーディリア・チェイス）
- アレクシス・デニソフ（ウェスリー・ウィンダム＝プライス）

### ゲスト
- エリザ・ドゥシュク（フェイス・レーヘン）
- クリスチャン・ケイン（リンジー・マクドナルド）
- ステファニー・ロマノフ（ライラ・モーガン）
- サラ・ミシェル・ゲラー（バフィー・アン・サマーズ)
- エリザベス・ローム（ケイト・ロックリー)
- トーマス・バー（リー・マーサー）
- アラスター・ダンカン（コリンズ）

### 共演
- ジェフ・リケッツ（ウェザビー）
- アダム・バニア（ケンドリック刑事）
- ケヴィン・オアス（スミス）

## 用語解説
- カウンシル
ウォッチャー・カウンシルの略。詳細はこちらを参照。